# Selenia bilineata
Selenia bilineata är en fjärilsart som beskrevs av Grosse 1938. Selenia bilineata ingår i släktet Selenia och familjen mätare. Inga underarter finns listade.